# Гёрлицкая программа
Гёрлицкая программа (нем. Görlitzer Programm) — партийная программа Социал-демократической партии Германии (СДПГ), действовавшая с 1921 по 1925 год. Была принята на партийной конференции в Гёрлице в сентябре 1921 года. Заменила Эрфуртскую программу 1891 года, а в 1925 году уступила место Гейдельбергской программе.

## Партийная конференция и принятие программы
Партийная конференция проходила с 18 по 24 сентября 1921 года. В голосовании приняли участие 376 делегатов. Председателями конференции были Отто Вельс и Пауль Таубадель.
Повестка дня включала обсуждение влияния Версальского договора на политику Веймарской республики (докладчик — Герман Мюллер) и дебаты по новой программе (докладчик — Герман Молькенбур).
Новая программа, разработанная под влиянием идей Эдуарда Бернштейна, была принята при небольшом сопротивлении — против высказались лишь пять делегатов. Программа отражала идеи бернштейнианского ревизионизма, но при этом сохраняла формальные ссылки на марксизм и классовую борьбу. Её целью было расширение электоральной базы за пределами пролетариата: СДПГ стремилась стать «партией трудящихся города и деревни».
Надежда на преобразование в общенародную партию не была беспочвенной в первые годы после Первой мировой войны. В конце концов, Всеобщая ассоциация свободных служащих (AfA-Bund) объединила большое количество служащих, а недавно созданная Всеобщая ассоциация государственных служащих Германии (ADB) объединила немалое число (в основном мелких) государственных служащих. Федерация государственной службы Германии (DBB) также временами была весьма близка к умеренным социал-демократам. Более того, после революции движению «свободные профсоюзы» даже удалось организовать сельскохозяйственных рабочих в Восточной Германии.
В первоначальной редакции текста Бернштейна отсутствовало упоминание о классовой борьбе, но в ходе обсуждения этот пункт был возвращён. Программа внешне сохраняла марксистский облик, включая обязательство к «классовой борьбе за освобождение пролетариата».
Во второй, наиболее реформистской части, программа подчёркивала, что политическая деятельность должна осуществляться в рамках существующего законодательства. СДПГ заявила о поддержке республиканского строя:
она рассматривает демократическую республику как форму правления, необратимо данную историческим развитием, и любое нападение на неё — это нарушение права народа на жизнь.
Это было осознанным разграничением от левых конкурентов — НСДПГ и КПГ. Главное расхождение с НСДПГ заключалось в допустимости коалиций с буржуазными партиями. Филипп Шейдеман подчёркивал необходимость защиты Республики: «Мы никому не позволим превзойти нас в любви к нашему отечеству и нашему народу».
Съезд одобрил коалиции при условии, что партнёры признают республику и поддерживают базовые социальные реформы. Партийные фракции призывались бороться с монархическими символами, а правительство Германии и Рейхстаг призывались содействовать роспуску фрайкоров и реформе Рейхсвера для создания подлинно республиканской армии.
Другие обсуждаемые темы: пересмотр Версальского договора, реформа судебной системы, образование, защита молодёжи, налоговая политика и др. Лидерами партии были избраны Герман Мюллер (320 голосов) и Отто Вельс (300 голосов).
Карл Каутский раскритиковал проект Гёрлицкой программы. Он писал, что в построении социализма крестьяне Баварии и мелкие предприниматели не помогут, а попытка апелляции к ним носит сугубо тактический характер, не отражающий глобальной тенденции на поглощение мелкой буржуазии крупным капиталом.

## Последствия
Социальные слои, выделенные СДПГ за пределы пролетарского населения, отреагировали на программу в лучшем случае сдержанно. А в критически настроенной левой общественности новая программа вызвала откровенные насмешки и неприятие. Курт Тухольский под псевдонимом «Теобальд Тигер» написал для партийного съезда в газету Die Weltbühne длинную поэму под названием «Съезд Социал-демократической партии» (Sozialdemokratischer Parteitag), в которой критиковал СДПГ за ревизионизм:
Наша страсть превратилась в идейный туман,

Мы отправили Бебеля в пыльный чулан.

Нам — теперь неприятен бунт молодежи,

Мы теперь стали трезвы и осторожны.

Грохот классов борьбы — тише писка.

А когда-то плевали на списки министров.Курт Тухольский. Перевод с нем. Т.В. Савиной
Принятая программа всего через 4 года была заменена в 1925 году Гейдельбергской программой, которая гораздо больше похожа на марксистскую Эрфуртскую программу — эта программа уже была написана не ревизионистами, а ортодоксальными марксистами Карлом Каутским и Рудольфом Гильфердингом. Основной причиной смены программы было то, что солидная часть НСДПГ объединилась с СДПГ в 1922 году. Это усилило левое крыло СДПГ. Также Гёрлицкая программа не оправдала ожиданий по расширению электората — за СДПГ по прежнему голосовали практически исключительно представители рабочего класса. Кроме того, поменялся и контекст. Экономическую и социальную политику теперь формировали уже не профсоюзы (как в первые годы Республики), а крупные компании. Гёрлицкую программу можно интерпретировать как первую попытку СДПГ отойти от классового партикуляризма для расширения электоральной базы. Но в итоге эта попытка провалилась: СДПГ по-прежнему в значительной степени зависела от избирателей рабочего класса. Сельскохозяйственные рабочие, служащие и государственные служащие в значительной степени снова сместились вправо. СДПГ окончательно откажется от классового партикуляризма только с принятием Годесбергской программы в 1959 году.

## Текст Гёрлицкой программы СДПГ на немецком языке
- Bernstein Eduard. Das Görlitzer Programm (1921) (нем.). Marxists Internet Archive.